# استفان ریدرر
استفان ریدرر (انگلیسی: Stefan Riederer؛ زادهٔ ۲۶ دسامبر ۱۹۸۵) بازیکن فوتبال اهل آلمان است.
از باشگاه‌هایی که در آن بازی کرده‌است می‌توان به باشگاه فوتبال کایزرسلاوترن و باشگاه فوتبال کمنیتس اشاره کرد.